# Александар Г. Јовановић
Александар Јовановић (Зајечар, 25. јула 1992) српски је фудбалски голман који тренутно наступа за Динамо из Врања.

## Каријера
Јовановић је фудбалом почео да се бави у родном Зајечару, где је прошао све млађе узрасте локалног Тимока, а касније прикључен и првом тиму тог клуба. Своје прве сениорске наступе уписао је у трећем нивоу фудбалског такмичења у Србији, Српској лиги Исток. По окончању сезоне 2011/12, коју је његов клуб окончао као првопласирани на табели, Јовановић се са екипом Тимока пласирао у виши степен такмичења. Клуб је, након све сезоне у Првој лиги, поново испао у српсколигашку конкуренцију, а Јовановић је као члан тимока наступао до краја календарске 2015. године.
Он је, потом, прешао у грузијску екипу, Гурију из Ланчхутија, за коју је дебитовао у 21. колу тамошње Прве лиге, за сезону 2015/16, против Меранија из Мартвилија. Клуб је по окончању сезоне напустио као слободан играч, након седам одиграних утакмица. Почетком наредне године, приступио је Олимпику из Сарајева, чији је члан постао после успешног пробног периода. Током периода у клубу, Јовановић је најчешће имао статус резервисте, те је наступио на два сусрета против Младости Добој Какањ, односно екипе Челика у Зеници. Последњег дана летњег прелазног рока 2017, 31. августа, Јовановић је напустио клуб. Почетком 2018. године, Јовановић је представљен као нови играч Рудара из Какња, чији је дрес носио у наставку сезоне 2017/18. у Првој лиги Федерације Босне и Херцеговине. Он је до краја такмичарске године најчешће био први избор пред голом тог клуба, док је по њеном окончању променио средину. Истог лета, вратио се у Србију и приступио Ртњу из Бољевца. Почетком 2019, Јовановић је прешао у екипу Динама из Врања, а одмах затим прослеђен је Будућности из Поповца.

## Статистика

#### Клупска
| Клуб              | Сезона   | Лига                              | Лига    | Лига   | Национални куп | Национални куп | Европа  | Европа | Остало  | Остало | Укупно  | Укупно |
| Клуб              | Сезона   | Дивизија                          | Наступа | Голова | Наступа        | Голова         | Наступа | Голова | Наступа | Голова | Наступа | Голова |
| ----------------- | -------- | --------------------------------- | ------- | ------ | -------------- | -------------- | ------- | ------ | ------- | ------ | ------- | ------ |
| Тимок             | 2011/12. | Српска лига Исток                 | 5       | 0      | —              | —              | —       | —      | —       | —      | 5       | 0      |
| Тимок             | 2012/13. | Прва лига Србије                  | 21      | 0      | —              | —              | —       | —      | —       | —      | 21      | 0      |
| Тимок             | 2013/14. | Прва лига Србије                  | 6       | 0      | —              | —              | —       | —      | —       | —      | 6       | 0      |
| Тимок             | 2014/15. | Српска лига Исток                 | 25      | 0      | —              | —              | —       | —      | —       | —      | 25      | 0      |
| Тимок             | 2015/16. | Српска лига Исток                 | 13      | 0      | —              | —              | —       | —      | —       | —      | 13      | 0      |
| Тимок             | Укупно   | Укупно                            | 70      | 0      | —              | —              | —       | —      | —       | —      | 70      | 0      |
| Гурија Ланчхути   | 2015/16. | Прва лига Грузије                 | 7       | 0      | —              | —              | —       | —      | —       | —      | 7       | 0      |
| Олимпик Сарајево  | 2016/17. | Премијер лига Босне и Херцеговине | 2       | 0      | —              | —              | —       | —      | —       | —      | 2       | 0      |
| Рудар Какањ       | 2017/18. | Прва лига Федерације БИХ          | 12      | 0      | —              | —              | —       | —      | —       | —      | 12      | 0      |
| Ртањ Бољевац      | 2018/19. | Српска лига Исток                 | 0       | 0      | —              | —              | —       | —      | —       | —      | 0       | 0      |
| Будућност Поповац | 2018/19. | Српска лига Исток                 | 17      | 0      | —              | —              | —       | —      | —       | —      | 17      | 0      |
| Каријера          | Каријера | Каријера                          | 108     | 0      | —              | —              | —       | —      | —       | —      | 108     | 0      |

- Ажурирано 13. јуна 2019. године.[9]

## Трофеји и награде
Тимок
- Српска лига Исток: 2011/12.[6]